# Longarone
Longarone (italià) o Łongaron és un municipi a la Província de Belluno (Itàlia). L'any 2007 tenia 4.119 habitants. Limita amb els municipis de Erto e Casso (PN), Ponte nelle Alpi, Soverzene, Belluno, La Valle Agordina i Sedico.
El poble es va fer tristament famòs pel desastre de la presa del Vajont, esdevingut el 9 d'octubre de 1963. L'esllavissament de part de la muntanya sobre l'embassament va crear una onada gegant que va destruir els pobles més avall de la presa, especialment Longarone, i la mort de 1917 persones. El poble va ser reconstruït i la presa no es va tornar a posar en servei.

El 23 de febrer de 2016 va absorbir el municipi de Castellavazzo.

## Administració
| Període | Identitat           | Partit |
| ------- | ------------------- | ------ |
| 2004-   | Pierluigi De Cesero | UDCC   |